# 予約金
予約金（よやくきん）とは商業用語の一つ。
売買が行われる際に、商品が予約されたしるしに買い手から売り手へと支払われる金銭のことを予約金という。この言葉は主に宿泊施設において使われている言葉であり、宿泊の予約が行われた際に顧客が施設側に支払うこととなる宿泊料の一部が予約金と定義されている。これは清算の際に宿泊料金の一部に充当されるため、清算時には宿泊料から予約金を差し引いた金額を支払うこととなる。予約金については法律では定義されておらず、各施設の普通取引約款で定められているのみであり、その内容はそれぞれの施設において異なった状態である。
オンラインショップにおいては商品代金に割り当てられないこともある。